# Ischnoptera icano
Ischnoptera icano es una especie de cucaracha del género Ischnoptera, familia Ectobiidae. Fue descrita científicamente por Hebard en 1921.
Habita en Argentina.